# C-base
 (février 2025).
Si vous disposez d'ouvrages ou d'articles de référence ou si vous connaissez des sites web de qualité traitant du thème abordé ici, merci de compléter l'article en donnant les références utiles à sa vérifiabilité et en les liant à la section « Notes et références ».
c-base e. V. est une association à but non lucratif située à Berlin, en Allemagne. Son but est d'accroître les connaissances et les compétences relatives aux logiciels, au matériel informatique et aux réseaux de données. L'association est engagée dans de nombreuses activités connexes. Par exemple, la société a eu des stands dans de grands festivals, tels que la Journée de l'enfance, où ils introduisent les jeunes à des sujets tels que la robotique et la conception assistée par ordinateur.
Le siège social de l'association, c-base, est également utilisé par d'autres initiatives berlinoises et des alentours comme lieu d'événement ou comme salle de réception ou encore de réunion, pour divers réseaux communautaire comme freifunk.net, le Chaos Computer Club et le groupe Berlin Wikipedia pour n'en citer que quelques-uns. Tout groupe ayant des valeurs communes au c-base est également le bienvenu et peut utiliser les locaux pour des réunions ou encore des événements. Une connexion gratuite sans fil est par ailleurs disponible pour tous les invités.

## Association
Le c-base est une association à but non lucratif, qui est maintenue par ses membres payants ainsi que des donateurs. Le but de cette association est la formation dans les domaines du matériel, des logiciels et des réseaux, ce qui est obtenu grâce à de fréquentes conférences, ateliers et événements culturels orientés sur ces sujets. La participation à ces activités diverses est généralement permis aux non-membres. 

### Devise de l'association
La devise du c-base est « être compatible avec l'avenir ! » et appelle ses membres à orienter leurs pensées et actions en faveur d'un avenir construit d'une pensée positive et constructive.

## Histoire
Dix-sept personnes ont fondé c-base e. V. à l'automne 1995. Au cours des années 2002 et 2003, le projet BerlinBackBone a été lancé afin de mettre à disposition et promouvoir un accès public gratuit à Internet via des réseaux communautaires sans fil. En parallèle en 2003, l'association c-base a commencé à organiser des réunions hebdomadaires de musiciens, appelé Cosmic Open Stage, offrant ainsi une plate-forme pour des musiciens connus ou inconnus désireux d'organiser des jam sessions ou des concerts. c-base est reconnu comme l'un des premiers hackerspaces dans le monde. c-base et Metalab ont directement influencé la création des hackerspaces aux États-Unis.

## Activités
Outre le but principal de l'association c-base, les membres participent également à de nombreuses autres activités, par exemple 'Go et Jugger', dont les règles sont acquises par fichiers sur c-beam, l'ordinateur principal dans c-base. Par ailleurs se tient une fois par an, @ c-terra, un événement organisé par l'association c-base, donnant un aperçu de toutes les activités proposées. 
Les locaux de l'association c-base accueillent un grand nombre d'événements différents (fêtes, présentations, représentations théâtrales, concerts et expositions d'art). La société c-base est également présente aux événements du Chaos Computer Club comme le Chaos Communication Congress ou Chaos Communication Camp.

## Mythes autour du c-base
L'emplacement de c-base est accompagné d'un mythe. Ce mythe dit qu'il y a des restes d'une station spatiale appelée c-base sous le centre-ville de Berlin. L'antenne de la station spatiale serait le Fernsehturm de Berlin, une grande flèche avec une boule miroir près du sommet et un repère distinctif visible à travers l'ensemble de la ville.

### Structure du c-base
La structure du c-base est un système de sept anneaux concentriques qui peuvent se déplacer l'un par rapport à l'autre. Chaque anneau est considéré comme un module unique avec un ensemble spécial de fonctions. Les anneaux sont appelés «centre», «com», «culture», «créativ», «cience», «carbone» et «clamp». L'anneau intérieur, le noyau, fournit une alimentation d'énergie produite par un générateur de bande de Möbius. L'ordinateur central de la c-base, "c-faisceau", est situé au centre de la station. Le second anneau, com, héberge les ports de l'espace, les hangars et les appareils de communication, y compris le module de communication interstellaire récemment identifié comme Blinkenlights par le Chaos Computer Club. Les trois anneaux suivants, la culture, la créativité et la science, hébergent des dispositifs au service de la culture, de la créativité et de la science. Le dernier anneau est également l'emplacement de l'Arboretum. L'hébergement des membres d'équipage de la station se trouve sur l'anneau  « carbone ». L'anneau extérieur, pince, stabilise la station.

## Curiosités
- Le 10 septembre 2006, le Parti pirate allemand  a été inauguré au c-base
- Les épisodes 430, Tödliches Labyrinth et 691, Tod einer Heuschrecke de la série de télévision allemande Tatort ont été filmés au c-base.
- La section locale de Wikipédia se rencontre régulièrement au c-base depuis 2004.